# Cyrtodactylus adleri
Cyrtodactylus adleri är en ödleart som beskrevs av  Das 1997. Cyrtodactylus adleri ingår i släktet Cyrtodactylus och familjen geckoödlor. IUCN kategoriserar arten globalt som livskraftig. Inga underarter finns listade i Catalogue of Life.